# Rogue River (Michigan)
Il Rogue River è un fiume nello Stato del Michigan, che scorre attraverso le contee di Kent e Newaygo e attraverso la Rogue River State Game Area. Ha una lunghezza di 77 km (48 mi) ed ha un bacino idrografico di 610 km² (234 miglia quadrate).
Le sue sorgenti sono una serie di canali che drenano il vecchio letto del Rice Lake vicino a Grant per scopi agricoli. In quest'area il fiume è stato dragato e il suo percorso è stato raddrizzato lasciando un habitat limitato di pesci. Il fiume sfocia nel Grand River a Sud-Esti di Belmont nella Plainfield Township. Il Blythefield Country Club, attualmente, è situato su un promontorio a Nord-Est del luogo in cui il Rogue River sfocia nel Grand River.
Denominato, originariamente, "Rouge River", la denominazione del fiume fu modificata nel XIX secolo a causa dell'errore di stampa di un cartografo del Wisconsin.
Come canale navigabile di frontiera, lo storico fiume Rogue era di grande importanza per le tribù e i commercianti locali. Durante il periodo dello sfruttamento del legname nel XIX secolo, lungo le sue acque veniva trasportato il legname ai mulini della valle del Grand River e il battello fluviale Algoma si faceva strada verso Nord lungo il fiume Rogue, dando il nome alla municipalità di Algoma.
Il Rogue River è stato dichiarato "Country Scenic" mediante il Michigan's Natural Rivers Act. È popolare tra i pescatori di trote e i giovani locali che lo percorrono su mezzi gonfiabili galleggianti fin dalla metà del XX secolo. È intersecato in parti dal Fred Meijer White Pine Trail State Park. La sua larghezza varia tra 15 piedi (circa 4 metri e mezzo) nella sezione superiore e 80 piedi (circa 25 metri) vicino alla foce, mentre la sua profondità varia tra 1 e 4 piedi (tra circa 30 cm e 1,20 metri). Nel letto del fiume sono presenti "fossi" profondi fino a 15 piedi (circa 4 metri e mezzo).
La diga di Rockford Dam trattiene le acque del Rogue River nella città di Rockford.
Nel luglio del 2010, il Rogue River è stato dichiarato "Trout Unlimited Home River'". Ciò garantisce finanziamenti per il ripristino degli habitat e la pianificazione della gestione dell'uso del territorio.